# Мойланд
Мойланд (на немски: Moyland) е замък край Бедбург-Хау в провинция Северен Рейн-Вестфалия, Германия.
Замъкът е основан в началото на 14 век и претърпява множество реконструкции, като придобива съвременния си неоготически вид през 1854-1862 година. От средата на 18 век той е собственост на нидерландската фамилия Стенграхт. През 90-те години е преустроен в музей, в който е изложена колекцията от съвременно изкуство на братята Ван дер Гринтен.